# Relocalisation économique
Une relocalisation économique désigne le retour dans leur pays d'origine d'unités productives antérieurement délocalisées. Par extension, la relocalisation apparaît comme le ralentissement du processus de délocalisation des activités économiques vers les pays à bas salaire.

## Histoire
On distingue plusieurs phases de relocalisation. La première vague aurait commencé à la fin des années 1970, lorsque les multinationales américaines, surtout dans l'industrie électronique et les semi-conducteurs, relocalisent sur le territoire nord-américain. Se serait ensuivi celle des firmes allemandes, dans les années 1980-1990, motivées par des facteurs symétriquement inverses à ceux qui ont motivé les délocalisations : réduction des coûts unitaires grâce à l'automatisation et la robotisation des segments de fabrication et d'assemblage d'une part et la réduction des coûts de transports et de transaction en général d'autre part. Le Japon relocalise également des emplois situés en Corée du Sud et à Singapour. 
Une vague de relocalisation aurait eu lieu au milieu des années 1990, correspondant à des stratégies d'optimisation du cycle du produit dans les industries informatiques, des télécommunications et de la téléphonie mobile. Enfin, la dernière vague aurait émergé dans les années 2000 dans les services et l'industrie manufacturière. Ces cas restent marginaux par rapport à l'ampleur des délocalisations.
En 2005, le gouvernement de Jean-Pierre Raffarin met en place un crédit d'impôt à la relocalisation. En 2009, le ministre de l'Industrie Christian Estrosi envisageait de créer une prime à la relocalisation. Seuls 107 cas de relocalisation d’activités d’entreprises ont été officiellement recensés en France entre 2005 et 2013. 

## Facteurs de relocalisation
Les relocalisations peuvent répondre à plusieurs logiques :
- les problèmes de qualité du produit final. Dans les services (centre d'appel par exemple), peuvent apparaître un besoin de proximité avec le client.
- des questions de coût. L'intérêt économique de la délocalisation se modifie en fonction de l'évolution des salaires des pays dans lesquels les activités ont été délocalisées, du coût de transport directement liés au prix de l'énergie, des modifications des techniques de production notamment l'automatisation, des aides des pouvoirs publics qui prennent en compte les coûts pour la collectivité des obligations sociales, du chômage, etc.
- les logiques de rationalisation de la production des grands groupes qui se recentrent sur leurs marchés d'origine.

Certains distinguent trois facteurs déterminants de la relocalisation[réf. nécessaire] :
1. la diffusion du changement technologique à travers les nouvelles technologies de procédés (technologies flexibles) et les innovations de produits ;
2. les innovations organisationnelles ;
3. l'incertitude de la demande.

La volonté pour certains dirigeants d'insérer leur modèle économique dans une approche bilan carbone ou RSE, voire ISO 26000 pourront constituer dans les prochaines années, un nouveau facteur de relocalisation.

## Conséquences

### Réaction des prix
Une relocalisation massive peut poser un problème d'augmentation des coûts, et conséquemment un repli de la demande intérieure, et donc une baisse de la production.

### Renforcement de l'autonomie stratégique
Le Conseil d'analyse économique se positionne en faveur d'une relocalisation de la production d'un certain nombre de biens considérés comme stratégiques et particulièrement exposés. Il recommande une stratégie de relocalisation à l'échelle européenne.